# 莫尼托鎮區 (密蘇里州蘭道夫縣)
莫尼托鎮區（英語：Moniteau Township）是位於美國密蘇里州蘭道夫縣的一個行政鎮區。

## 地方資料
莫尼托鎮區的面積為76.24平方千米，當中陸地面積為76.12平方千米，而水域面積為0.12平方千米。根據2020年美國人口普查的數據，當地共有人口822人，而人口密度為每平方千米10.78人。